# Liste der bosnisch-herzegowinischen Botschafter beim Heiligen Stuhl
Die Liste der Botschafter Bosnien-Herzegowinas beim Heiligen Stuhl bietet einen Überblick über die Leiter der diplomatischen Vertretung Bosnien-Herzegowinas beim Heiligen Stuhl seit der Aufnahme diplomatischer Beziehungen.
| Amtszeit  | Name                 | Anmerkung         |
| --------- | -------------------- | ----------------- |
| 1998–2002 | Vlatko Kraljevic     | Botschafter       |
| 2002–2003 | Ivan Mišic           | Botschafter       |
| 2003–2004 | Milenko Rajlic       | Geschäftsträger   |
| 2004–2007 | Miroslav Palameta    | Botschafter       |
| 2007–2008 | Igor Dunderovic      | Geschäftsträger   |
| 2008–2011 | Jasna Krivošic-Prpic | Botschafterin     |
| 2011–2013 | Ornela Čule          | Geschäftsträgerin |
| 2013–     | Slavica Karačić      | Botschafterin     |